# Chiesa di Santa Maria della Natività (Alvignano)
La chiesetta di Santa Maria della Natività situata nel borgo di San Mauro in Alvignano è uno dei monumenti più pregevoli del medioevo nella provincia di Caserta, situata sulla strada che attraversa il borgo.
È possibile ammirare il portale, gli affreschi interni (che allora erano quattro mentre oggi sono solo tre), in cui sono raffigurati Santa Lucia, San Ferdinando d'Aragona e San Mauro e il fonte battesimale. 

## Descrizione
Tutta la costruzione è in pietra non squadrata. Molto probabilmente il portale originario, così come la facciata, erano in tufo nero. L'attuale è in pietra locale, facilmente lavorabile ed è alto m 2,60 e largo m 1,80. Si compone di sette riquadri decorati su ogni lato e di quattro sull'architrave, più due epigrafi, ai lati del portale. I primi due riquadri del portale presentano decorazioni floreali; troviamo poi raffigurati due animali: il cavallo e il maiale. La rappresentazione dei due animali non è casuale: ha un significato teologico. II cavallo, infatti, nelle raffigurazioni sacre è un animale discutibile può essere considerato buono poiché adibito al trasporto di cose e persone, ma può altresì essere considerato cattivo, perché, spesso utilizzato dal demonio o addirittura considerato quale personificazione di Satana. II maiale, invece, è la rappresentazione del peccato perché simbolo dell'impurità. C'è poi la cornice e tutto il portale è sormontato da un decoro in tufo grigio. Questa cappella ci lascia intendere come potevano essere le altre cappelle alvignanesi dei vari casali nel XV-XVI secolo.

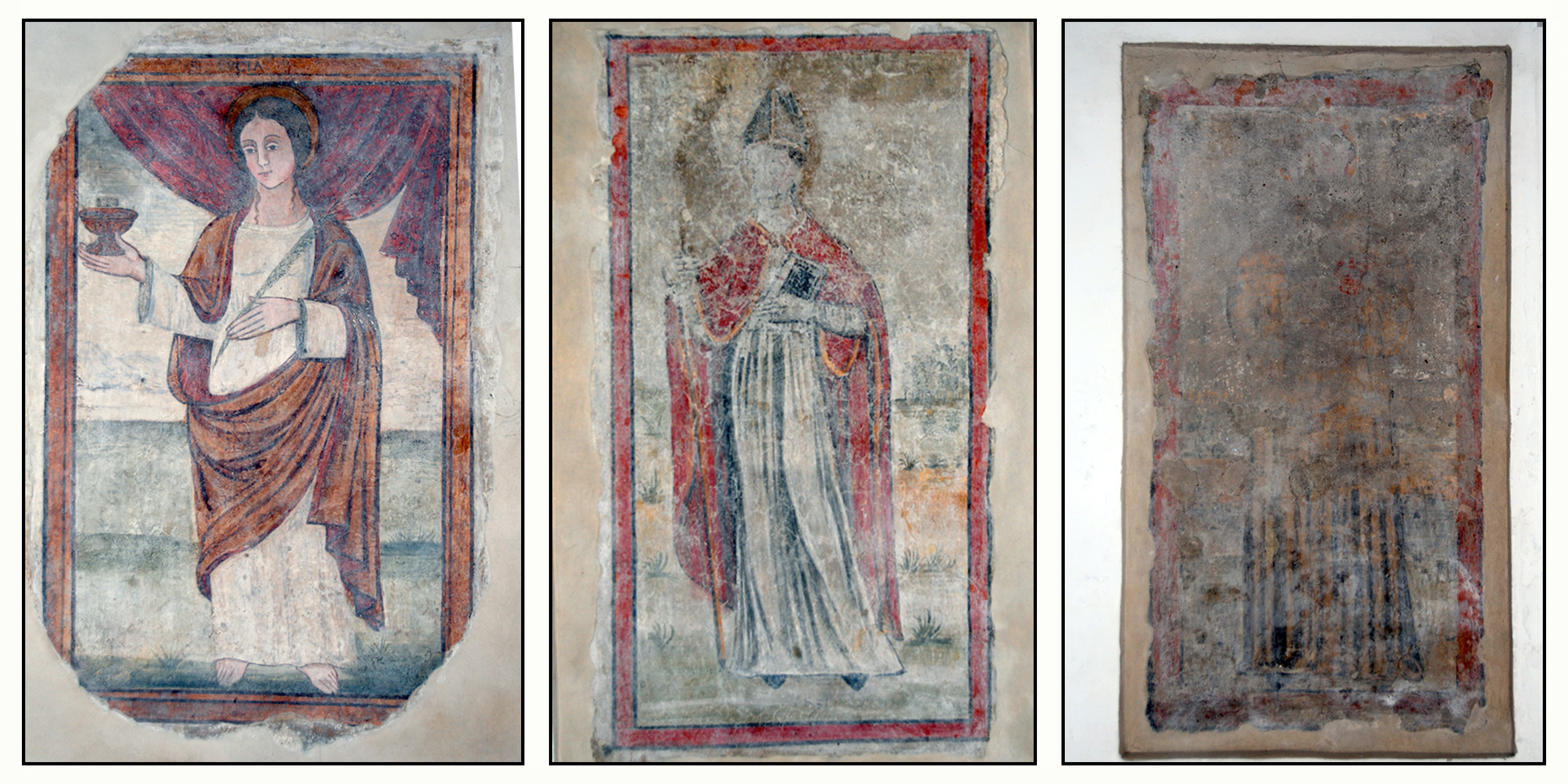
Affreschi all'interno della chiesa sono raffigurati Santa Lucia, San Ferdinando d'Aragona e San Mauro

Salendo troviamo raffigurati prima due putti poi, continuando a sinistra si può osservare la Madonna sormontata da due angeli che la incoronano; a destra la Croce di Cristo che rappresenta la Redenzione e, infine, sopra di questa, un angelo. Sull'architrave c'è invece l'annuncio del Vangelo e del Giudizio Universale fatto dai due angeli con le trombe.
II portale è ben congegnato: indica la via della salvezza che va dal male alla Redenzione, itinerario possibile solo attraverso il Vangelo.
I quattro riquadri centrali illustrano i simboli dei quattro Evangelisti (Matteo, Marco, Luca, Giovanni), mentre su di una dei due riquadri laterali troviamo il nome di un tale Egone (Et Egone Scribat), che potrebbe essere colui che ha pagato i lavori, oppure l'artista che ha eseguito il portale. Sull'architrave è posta una lastra di pietra che reca incisa la dedica della Cappella alla Madonna della Natività.
All'interno della cappella è conservata una pregevole statua raffigurante la Madonna con Bambino. Una leggenda narra che la statua fu trovata in un pozzo che esisteva qualche anno fa nei pressi del borgo.
La statua, magnifico esempio di arte napoletana, è in legno di pero. Non si conosce il nome di colui che l'ha realizzata, né la data precisa, che, con un certo margine di approssimazione, si fa risalire al 1700. I colori ripresi dopo l'ultimo restauro sono quelli originali. II Bambino che siede sulla gamba della Madonna forma un corpo unico con la statua.